# Eine 2. Stunde gute Laune
Eine 2. Stunde gute Laune ist der Nachfolger des Comedy-Albums Eine Stunde gute Laune von den DDR-Komikern Herricht & Preil. Es erschien 1976 bei Litera auf Kassette und Schallplatte. Alle Aufnahmen sind Live-Mitschnitte von verschiedenen DDR-Bühnen.

## Titelliste
1. Der Gartenfreund
2. Der Krimi
3. Der Tierarzt
4. Die Briefmarke

Autor der Sketche ist Hans-Joachim Preil.

## Inhalt der Sketche
- Der Gartenfreund: Herricht und Preil unterhalten sich über Herrichts Garten, dann spielen sie die „Apfelschussszene“ von Wilhelm Tell.
- Der Krimi: Preil will ins Kino gehen und erklärt Herricht einen Krimi anhand des Films von Edgar Wallace.
- Der Tierarzt: Herricht möchte sich einen Hund anschaffen und Preil klärt ihn über Hundekrankheiten auf.
- Die Briefmarke: Preil möchte zur Post gehen. Er zeigt Herricht seine Briefmarkensammlung und beschreibt ihm, wie es an einem Schalter auf der Post zugeht.